# Metal Slug 2: Super Vehicle - 001/II
«Metal Slug 2» (メタルスラッグ 2 Metaru Suraggu 2) es un videojuego para la consola Neo-Geo creado por SNK. Fue lanzado en 1998 como secuela del popular videojuego Metal Slug. Una de las características más notables de esta secuela es la implementación de dos personajes más que, aunque se controlaban de manera igual, agregaba un elemento de variedad a este título, además de incluir una variedad de nuevos vehículos y la capacidad de transformarse en criaturas sobrenaturales o aumentar de peso cambiando drásticamente el esquema de juego en algunos puntos.

## Historia
El antagonista del título anterior, el General Morden, ha vuelto a reunir un ejército considerable después de su fallido intento de golpe de Estado para establecer un nuevo régimen de gobierno en todo el mundo liderado por el y se ha convertido de nuevo en una amenaza para el orden mundial. El escuadrón «Peregrine Falcons» formado por Tarma Roving y Marco Rossi, con la ayuda de un nuevo grupo de ataque formado por Fiolina Germi y Eri Kasamoto son enviados para detenerlo, pero lo que ellos no saben es que el General Morden ha hecho un pacto con un grupo de extraterrestres invasores (referido como los «Mars People») en un intento de facilitar sus planes de dominio mundial. Sin embargo durante el final del juego la situación cambia drásticamente, cuando los marcianos subestiman a las fuerzas del ejército rebelde y traicionan a Morden para llevar a cabo sus propios planes de dominación planetaria llevando al ejército rebelde y al ejército regular a formar una alianza momentánea para acabar con la amenaza extraterrestre.
La final del juego está inspirada en la final de la película Independance Day (1996), en el cual Un Mc Donnell Douglas F/A 18C Hornet se estrella contra la nave alienígena, en el juego un Eaca Tipo B hace el mismo esquema en el cual se estrella contra la parte inferior de la nave de los alienígenas.
El Eaca Tipo B es un Flying Tara con un cambio de paleta de colores y una bomba en lugar de un misil, el modelo original se basó en el Grumman F6F Hellcat, el Grumman TBF AVenger y el Focke Wulf FW-190 alemán.
Al igual que el Flying Tara el Eaca Tipo B lleva pintura civil para evitar que en Alemania lo vincularan con el Focke Wulf FW-190 el principal caza alemán de la Segunda Guerra Mundial junto al Messerschmitt BF-109.
Cambiando la dificultad del juego no altera la final del mismo conservando el juego en el nivel difícil, las fases, animaciones, programación de los personajes, sprites músicas, escenarios tiempo, y ending.
El Ending posee la música de la misión 5 concretamente el área del Ferrocarril Suburbano (Metro).

## Jugabilidad
La sensación del juego no fue alterada perceptiblemente del Metal Slug. Es el mismo juego con muchas armas adicionales, artículos, y las características que caben muy bien en el ajuste animado y cómico del juego. Nazca hizo mucho más de cada destructible llano, con un porcentaje más alto de la destrucción innecesaria rindiendo artículos provechosos. Hay un total de seis niveles en el juego.
Con la dificultad elegida tan solo cambia la velocidad y resistencia de los enemigos conservando sus animaciones y ataques mientras que el resto del juego (escenarios, tiempo, número de misiones y ending no sufren cambios).
El 90 % de sus animaciones y sprites (personajes, vehículos y enemigos) fueron recicladas del Metal Slug 1.

## Las nuevas características
Metal Slug 2 introdujo la capacidad en la licencia para que los personajes se transformen en diversas variantes durante el curso del juego. La primera transformación es en una momia durante la segunda misión del juego. Siendo alcanzado por los alientos púrpuras de las distintas momias o de las vasijas o vapores púrpuras accionarán la transformación. Esto causa una reducción drástica en la velocidad del movimiento del jugador y la anulación de cualquier arma especial, pues solo tendrás una pistola. La momia acciona la pistola a la mitad de lo normal, y tarda varios segundos para sacar una granada. Otro golpe por la niebla púrpura le causará al jugador, como momia, su deterioro y muerte. Hay antídotos ocultos a través del nivel y dejados por los enemigos que pueden volver al jugador a su forma humana.
También fue introducido en este juego la habilidad de volverse obeso. Esta transformación se gana, lógicamente, por agarrar muchos objetos de comida durante una misión. Una vez que se obtiene mucho alimento, el personaje se transforma radicalmente. Baja su velocidad, pero se altera el ataque de cada arma: los ataques de cuerpo a cuerpo se cambian de un cuchillo a un tenedor (si se está agachado a un cinturón), las granadas se cambian a bombas más grandes de estilo cómico, y el arma actual se sustituye por una que tenga balas más grandes, daños crecientes y pueda alterar sus características. Si se agarra un frasco de polvo dietético o esta un tiempo sin agarrar objeto de comida, volverá a la normalidad. Si lo matan, reventará como si fuera un globo.

### Armas Nuevas
- «L» (Laser Gun): Única arma especial proporcionada en el título. Consiste en un fino haz de luz con gran potencia, de la cual se tienen 200 municiones. En tono cómico, el pelo del personaje está parado al extremo, como electrocutado, mientras tira el rifle.

- «A.P.» (Armor Piercing): Este powerup transforma los casquetes normales del tanque en casquetes perforadores y agrega 10 más. Las casquetes A.P. viajan en una trayectoria más rápida, en una manera más lineal. Hacen mucho más daño a su blanco.

- «Fire Bomb»: Estas armas inspiradas del coctel de Molotov substituyen las granadas en el inventario del jugador y agregan 10 más. Sobre impacto, la «Flame Bomb» tiene el poder de una granada normal.

### Vehículos
- «Camel Slug»: Primer vehículo con el que se encuentra el jugador. Consiste básicamente en un camello con un artillero cómo el del Metal Slug. Carece de protecciones y cañón. Se pueden lanzar las granadas por encima de la chepa del animal.

- «Slug Flyer»: Super vehículo consistente en un avión, con las habilidades consistentes de este tipo de transporte. El artillero conserva las características normales de cualquier otro, salvo que solo puede disparar para enfrente. Cuenta con 10 misiles muy poderosos, con suficiente linealidad. Puede realizar el ataque «Metal Slug», lo que ocasionarà que el jugador sea lanzado en un paracaídas. Su diseño está basado en el modelo real del Bae Harrier Gr Mk 3 Avión VSTOL de ataque al suelo.

- «SlugNoid»: Básicamente está constituido por dos artilleros y abajo un cañón que solo permite lanzar el arma hacia abajo. Tiene una baja velocidad y con los 2 primeros golpes recibidos, perderá sucesivamente los artilleros con la lógica consecuencia de la destrucción del vehículo al tercero. No permite lanzar granadas sobre el.

### Ayuda Extra
Metal Slug 2 es el primer juego en la serie para proporcionar personajes para ayudar a los jugadores en batalla. El primero es Hyakutaro Ichimonji, preso que, cuando está rescatado, lucha junto al jugador que lo salvò, lanzando unas esferas de energía auto guiadas hacia el blanco enemigo, que, cuando mueres, sale corriendo de escena. También aparece Rumi Aikawa, una muchacha que parece en la pantalla cargando una enorme mochila que deja caer máximo 3 artículos. Sì no la alcanzas en el momento que puedas, no aparecerá como puntuación en la escena final.